# ولسربرک
ولسربرک (به هلندی: Velserbroek) یک روستا در هلند است که در فلسن واقع شده‌است.

## خصوصیات
ولسربرک ۱۶٬۰۰۰ نفر جمعیت دارد.